# Tatra T1
Tatra T1 је најстарији модел чехословачких трамваја концепције PCC. Трамвај се производио у педесетим годинама прошлог века у фабрикама ЧКД Татра и ЧКД Стаљинград. У производњи је замењен трамвајима типа Tatra T2.

## Конструкција
Т1 (оригинално ТI) је једносмерни четвероосовински трамвај који потиче од америчке концепције PCC. На једној страни тела има троја врата; трамвај је оригинално опремљен тролом (у шездесетим годинама је испробаван пантограф) и електричном опремом типа ТР32 са диодном регулацијом. Трамваји су имали са предње и задње стране отворе за регулативни кабл. Трамвај је имао један светлосни фар који је био ужи него на другим трамвајима Татра.

## Прототип
Након дизајнирања 1951. године су направљена 2 прототипа трамваја Т1. Први прототип је пробно возио по Прагу с гаражним бројем 5001. Други прототип је након проба заједно са првим возио у редовном саобраћају.
Данас су ти трамваји сачувани у Прагу, у музеју јавног градског превоза.

## Набавке трамваја
Произведено је 287 трамваја Т1 током 1951. и 1958. године.
| Држава   | Град           | Тип      | Количина трамваја | Гаражни бројеви | Године испоруке |
| -------- | -------------- | -------- | ----------------- | --------------- | --------------- |
| Чешка    | Мост-Литвинов  | Tatra T1 | 34                | 201-234         | 1957-1958       |
| Чешка    | Оломоуц        | Tatra T1 | 10                | 101-110         | 1957-1958       |
| Чешка    | Острава        | Tatra T1 | 44                | 501-544         | 1955-1957       |
| Чешка    | Плзењ          | Tatra T1 | 33                | 101-133         | 1955-1957       |
| Чешка    | Праг           | Tatra T1 | 133               | 5001-5133       | 1951-1956       |
| Пољска   | Варшава        | Tatra T1 | 2                 | 501, 502        | 1955            |
| Русија   | Ростов на Дону | Tatra T1 | 20                | 301-320         | 1957            |
| Словачка | Кошице         | Tatra T1 | 11                | 201-211         | 1956-1958       |

## Историјска возила
Чешка:
- Брно: (технички музеј) прашки трамвај Т1 г.б. 5064.
- Острава: г.б. 528.
- Плзен: г.б. 121
- Праг: г.б. 5001 и 5002, 5002 вози по улицама  Прага

Словачка:
- Кошице: г.б. 203